# Ottilie von Bistram
Ottilie von Bistram (ur. 8 lipca 1859 w Rydze, zm. 19 lipca 1931 w Bayreuth) – niemiecka działaczka społeczna (Verein Frauen-Bildungs-Reform) i podróżniczka działająca na rzecz praw kobiet w tym dostępu do oświaty. Uczestniczka międzynarodowego kongresu kobiet w Berlinie, przewodnicząca Frauen-Bildungsabteilung w Wiesbaden.

## Rodzina
Baronowa Ottilie Alexandrine Helene von Bistram była córką barona Constantina Friedricha Johann von Bistram (1824–1906) i Mathilde Friederike von Bistram (z domu von Stillmark) (1832–1892). Miała 5 rodzeństwa, Adelheide von Bistram, Alexander von Bistram, Amalie Annette von Bistram, Therese von Bistram i Ernst Fürchtegott von Bistram. Nie miała dzieci. Zmarła w roku 1931. 

## Ważniejsze publikacje
- 1893: Frauenbildung, Frauenstudium
- 1897: Das erste Mädchengymnasium zu Karlsruhe[3]
- 1899: Zur Frauenfrage
- 1900: Die Frau des neuen Jahrhunderts